# Timur Arslanov
Pour les articles homonymes, voir Arslanov.
Timur Faritovich Arslanov (en russe, Тимур Фаритович Арсланов, né le 2 janvier 1991 à Oufa) est un escrimeur russe dont arme de prédilection est le fleuret.
Lors des Jeux européens de 2015, il est battu en finale du fleuret par Alessio Foconi.
Il remporte la médaille d'argent par équipes lors des Championnats d'Europe 2017 à Tbilissi.